# Taifa Guadix en Baza
De taifa Guadix en Baza was een emiraat (taifa) in de regio Andalusië in het zuiden van Spanje. De stad Guadix (Wadi Acci) was de hoofdplaats van de taifa. Een andere stad in de taifa was Baza.
De taifa kende na de overheersing van de Almoraviden uit Marokko een korte onafhankelijke periode van 1145 tot 1151 onder emir Ahmed ibn Mohammed ibn Malyan al-Muta'yyad. In 1151 werd het veroverd door de taifa Murcia.